# Alec Luyckx
Alec Luyckx (19 mei 1995) is een Belgisch voetballer die als middenvelder speelt. Hij speelt bij KSV Bornem en komt uit de jeugdwerking van RSC Anderlecht.

## Clubcarrière
Luyckx ruilde in 2009 de jeugdopleiding van Germinal Beerschot in voor die van RSC Anderlecht, waar hij in de jeugd samenspeelde met onder andere Leander Dendoncker. In de zomer van 2013 ruilde hij de beloften van Anderlecht in voor Waasland-Beveren, waar hij op 
25 september 2013 voor Waasland-Beveren debuteerde in het eerste elftal: in de bekerwedstrijd tegen KSV Roeselare, die Waasland-Beveren met 1-5 won, viel Luyckx na 69 minuten in voor Dalibor Veselinović. Op 29 maart 2014 debuteerde hij op de eerste speeldag van de play-offs in de Jupiler Pro League tegen Lierse. Hij mocht na 76 minuten invallen voor Robin Henkens.
Luyckx' speelkansen bleven echter eerder beperkt bij Waasland-Beveren, waarop de club hem in januari 2016 uitleende aan derdeklasser Cappellen FC. In de zomer van 2016 maakte hij transfervrij de overstap naar SK Londerzeel.

## Clubstatistieken
| Seizoen         | Club             | Land            | Competitie         | Competitie | Competitie | Beker | Beker | Supercup | Supercup | Europees | Europees | Totaal | Totaal |
| Seizoen         | Club             | Land            | Competitie         | Wed.       | Dlp.       | Wed.  | Dlp.  | Wed.     | Dlp.     | Wed.     | Dlp.     | Wed.   | Dlp.   |
| --------------- | ---------------- | --------------- | ------------------ | ---------- | ---------- | ----- | ----- | -------- | -------- | -------- | -------- | ------ | ------ |
| 2013/14         | Waasland-Beveren | Vlag van België | Jupiler Pro League | 3          | 0          | 1     | 0     | —        | —        | —        | —        | 4      | 0      |
| 2014/15         | Waasland-Beveren | Vlag van België | Jupiler Pro League | 5          | 0          | 0     | 0     | —        | —        | —        | —        | 5      | 0      |
| 2015/16         | Waasland-Beveren | Vlag van België | Jupiler Pro League | 0          | 0          | 0     | 0     | —        | —        | —        | —        | 0      | 0      |
| 2015/16         | → Cappellen FC   | Vlag van België | Derde klasse B     | ?          | ?          | 0     | 0     | —        | —        | —        | —        | 0      | 0      |
| Carrière totaal | Carrière totaal  | Carrière totaal | Carrière totaal    | 8          | 0          | 1     | 0     | 0        | 0        | 0        | 0        | 9      | 0      |